# International Political Science Association
Die International Political Science Association (IPSA, frz.: Association Internationale de Science Politique, AISP) ist eine internationale politikwissenschaftliche Fachvereinigung mit derzeit rund 3600 individuellen Mitgliedern. Ihr Zweck ist die weltweite Vernetzung und Förderung der Politikwissenschaft. Die Geschäftsstelle der Organisation hat ihren Sitz in Montreal, Kanada. Präsident ist seit 2025 die Japanerin Yuko Kasuya.

## Geschichte und Mitglieder
Die IPSA wurde 1949 unter Federführung der Organisation der Vereinten Nationen für Erziehung, Wissenschaft und Kultur (UNESCO) in Paris mit dem Ziel gegründet, die Politikwissenschaft weltweit als akademische Disziplin aufzubauen, die Kooperation zwischen Politikwissenschaftlern zu fördern und dabei eine internationale politikwissenschaftliche Forschungscommunity zu etablieren. Insbesondere in jungen Demokratien und Entwicklungsländern leistet die IPSA durch Beratungsdienste und die Anbahnung von Kooperationen Hilfe beim Aufbau politikwissenschaftlicher Forschung und Lehre. Neben den individuellen Mitgliedern hat die IPSA derzeit 58 nationale politikwissenschaftliche Fachvereinigungen als kollektive Mitglieder, darunter die Deutsche Vereinigung für Politikwissenschaft (DVPW), die Schweizerische Vereinigung für politische Wissenschaft (SVPW) und die Österreichische Gesellschaft für Politikwissenschaft (ÖGPW). Darüber hinaus sind rund 100 Forschungseinrichtungen institutionelle Mitglieder der IPSA. Die Organisation hat ihrerseits Konsultativstatus beim Wirtschafts- und Sozialrat der Vereinten Nationen (ECOSOC), bei der UNESCO und ist Mitglied des Internationalen Wissenschaftsrats.

## Aktivitäten

### Weltkongresse
Die IPSA veranstaltet im Zweijahresrhythmus Weltkongresse mit bis zu 2000 Teilnehmern, zuletzt 2025 in Seoul. Der 29. Weltkongress findet im Sommer 2027 in Rom statt.

### Research Committees
Unter dem Dach der IPSA haben sich 53 thematische Research Committees gegründet, die zu Teildisziplinen der Politikwissenschaft arbeiten und ihrerseits zahlreiche kleinere Konferenzen, Kongresse und Tagungen ausrichten. Zudem organisiert die IPSA Summer Schools zur sozialwissenschaftlichen Methodenausbildung.

### Publikationen
Die IPSA zeichnet sich zudem durch eine umfängliche Publikationstätigkeit aus. Die Organisation ist unter anderem Herausgeberin der Fachzeitschriften International Political Science Review, International Political Science Abstracts und Participation. Ferner gibt IPSA die International Encyclopedia of Political Science heraus und informiert mit einem monatlichen Newsletter über Entwicklungen und Stellenausschreibungen in der internationalen Politikwissenschaft.

### Auszeichnungen
Darüber hinaus verleiht die IPSA eine Reihe von Preisen und Auszeichnungen, darunter im Gedenken an den tschechoslowakischen/US-amerikanischen Politikwissenschaftler Karl W. Deutsch den Karl Deutsch Award für herausragende politikwissenschaftliche Lebensleistungen. Bisherige Preisträger waren Gabriel Almond (1997), Jean Laponce (2000), Juan Linz (2003), Charles Tilly (2006), Giovanni Sartori (2009), Alfred Stepan (2012), Pippa Norris (2014), Rein Taagepera (2016), Robert Putnam (2018), Jane Mansbridge (2021), John Coakley (2023) und Hyeong-ki Kwon (2025).

## IPSA-Präsidentschaften
Folgende Personen amtierten seit 1949 als IPSA-Präsidenten:
- Quincy Wright, University of Chicago, 1949–1952
- William A. Robson, London School of Economics, 1952–1955
- James K. Pollock, University of Michigan, 1955–1958
- Jacques Chapsal, FNSP, Paris, 1958–1961
- D. N. Chester, Nuffield College (Oxford), 1961–1964
- Jacques Freymond, IUHEI, Genf, 1964–1967
- Carl Joachim Friedrich, Harvard University, 1967–1970
- Stein Rokkan, Universität Bergen, 1967–1970
- Jean Laponce, University of British Columbia, 1973–1976
- Karl W. Deutsch, Harvard University, 1976–1979
- Cândido Mendes, Sociedade Brasileira de Instrução, 1979–1980
- Klaus von Beyme, Universität Heidelberg, 1982–1985
- Kinhide Mushakoji, Universität der Vereinten Nationen, Tokio, 1985–1988
- Guillermo O’Donnell, Centro Brasileiro de Análise e Planejamento (CEBRAP), 1988–1991
- Carole Pateman, University of California, Los Angeles, 1991–1994
- Jean Leca, Fondation nationale des sciences politiques, 1994–1997
- Theodore J. Lowi, Cornell University, 1997–2000
- Dalchoong Kim, Yonsei University, 2000–2003
- Max Kaase, Jacobs University Bremen, 2003–2006
- Lourdes Sola, Universidade de São Paulo, 2006–2009
- Leonardo Morlino, Universität Florenz, 2009–2012
- Helen V. Milner, Princeton University, 2012–2014
- Aiji Tanaka, Waseda-Universität, 2014–2016
- İlter Turan, İstanbul Bilgi Üniversitesi, 2016–2018
- Marianne Kneuer, Universität Hildesheim, 2018–2021
- Dianne M. Pinderhughes, University of Notre Dame, 2021–2023
- Pablo Oñate, Universität Valencia, 2023–2025
- Yuko Kasuya, Keio University, 2025-